# Władysław Pasella
Władysław Albin Pasella (ur. 4 lipca 1890 w Łabowej, zm. 4 maja 1943 w Warszawie) – major korpusu kontrolerów Wojska Polskiego, działacz niepodległościowy, kawaler Orderu Virtuti Militari.

## Życiorys
Urodził się 4 lipca 1890 w Łabowej, w ówczesnym powiecie nowosądeckim Królestwa Galicji i Lodomerii, w rodzinie Józefa i Marii z Bochniewiczów. W 1908 zakończył naukę w ósmej klasie c. k. Gimnazjum w Dębicy i złożył egzamin dojrzałości z odznaczeniem. W 1912 został członkiem Związku Strzeleckiego.
W czasie I wojny światowej walczył w szeregach cesarskiej i królewskiej Armii. Jego oddziałem macierzystym był Pułk Piechoty Nr 55. Na stopień podporucznika został mianowany ze starszeństwem z 1 stycznia 1916 w korpusie oficerów rezerwy piechoty.
Służył w 35 Pułku Piechoty. 16 czerwca 1919 został przeniesiony do 3 Pułku Piechoty Legionów. 1 marca 1920 został przeniesiony do 35 pp. 3 maja 1922 został zweryfikowany w stopniu kapitana ze starszeństwem z 1 czerwca 1919 i 413. lokatą w korpusie oficerów piechoty. W latach 1922–1923 pełnił obowiązki komendanta kadry batalionu zapasowego 35 pp w Łukowie. W 1924 był przydzielony z 35 pp do Oddziału V Sztabu Generalnego. 31 marca 1924 został mianowany majorem ze starszeństwem z 1 lipca 1923 i 118. lokatą w korpusie oficerów piechoty.
W lipcu 1929 został przeniesiony z Biura Personalnego Ministerstwa Spraw Wojskowych do Kwatery Głównej Ministerstwa Spraw Wojskowych na stanowisko komendanta. Z dniem 30 września 1931 został przydzielony do dyspozycji Ministerstwa Robót Publicznych. Z dniem 1 stycznia 1933 został przydzielony do Korpusu Kontrolerów na okres sześciu miesięcy. Z dniem 1 lipca tego roku został przeniesiony do Korpusu Kontrolerów, z równoczesnym przeniesieniem z korpusu oficerów piechoty do korpusu oficerów kontrolerów, w tym samym stopniu i starszeństwie. Z dniem 1 lutego 1934 został przydzielony do dyspozycji Ministerstwa Spraw Wewnętrznych na okres sześciu miesięcy, a z dniem 31 lipca tego roku przeniesiony w stan spoczynku.
W 1938 był zatrudniony w Ministerstwie Komunikacji na stanowisku naczelnika wydziału.
Zmarł 4 maja 1943 w Warszawie. Został pochowany na cmentarzu Powązkowskim (kwatera 22-3-22).
Był żonaty z Marią Elżbietą z Sadkowskich (1892–1987).

## Ordery i odznaczenia
- Krzyż Srebrny Orderu Wojskowego Virtuti Militari nr 1357[24] – 28 lutego 1921[25][26]
- Krzyż Oficerski Orderu Odrodzenia Polski – 10 listopada 1938 „za zasługi w służbie państwowej”[22]
- Krzyż Kawalerski Orderu Odrodzenia Polski – 3 maja 1928 „za zasługi na polu organizacji wojska”[27][28]
- Krzyż Walecznych[17]
- Złoty Krzyż Zasługi – 24 maja 1929 „za zasługi na polu organizacji wojska”[29][30]
- Medal Niepodległości – 29 grudnia 1933 „za pracę w dziele odzyskania niepodległości”[31]
- Medal Pamiątkowy za Wojnę 1918–1921[4]
- Medal Dziesięciolecia Odzyskanej Niepodległości[4]
- Brązowy Medal Zasługi Wojskowej z mieczami na wstążce Krzyża Zasługi Wojskowej[5]
- Złoty Medal Waleczności[5]
- Krzyż Wojskowy Karola[5]